# Yeay Mao

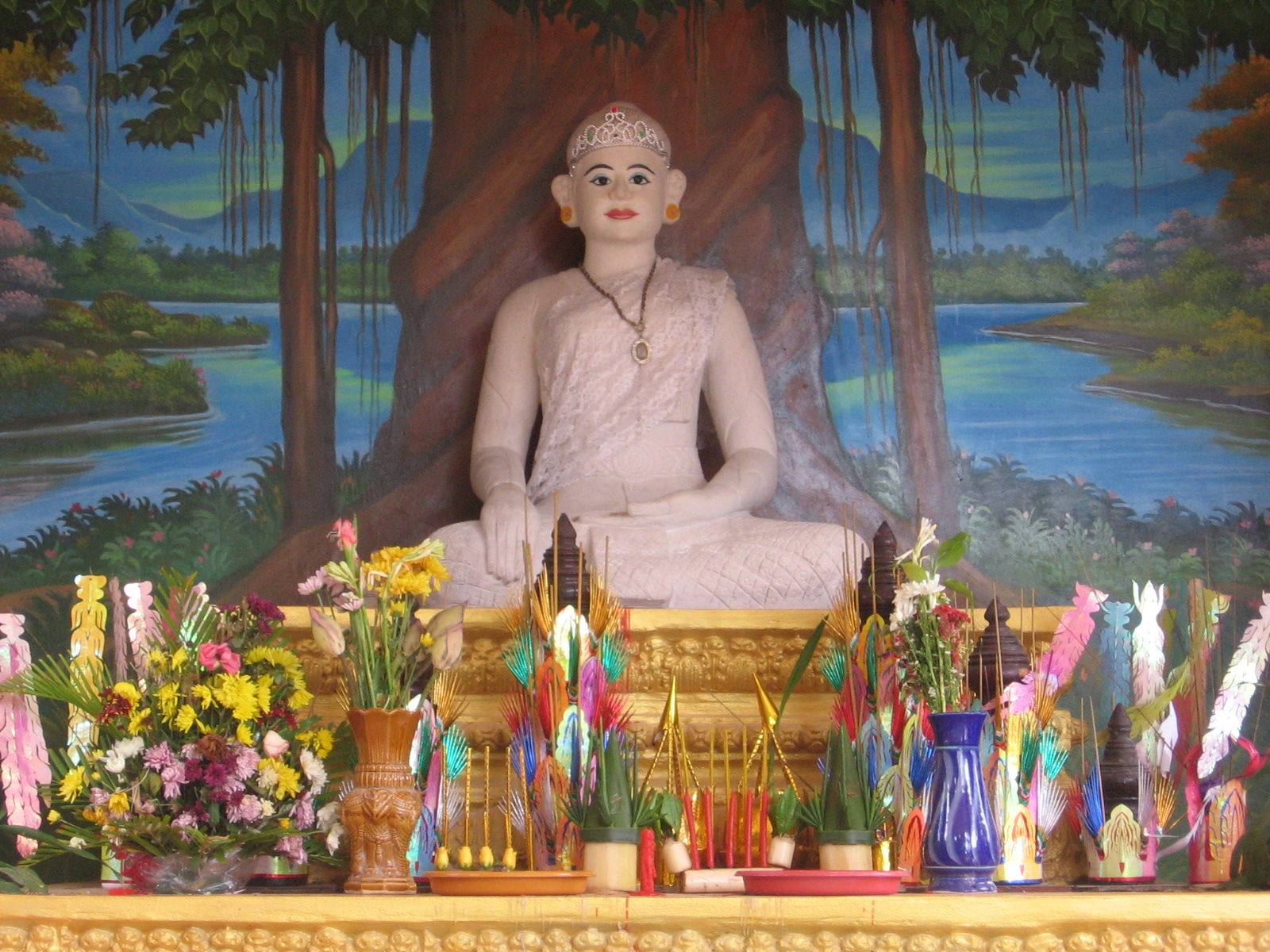
Altar a Yeay Mao en la Pagoda Riem, Sihanoukville.

Yeay Mao (en jemer យាយម៉ៅ) es una antigua heroína y una divinidad de la religiosidad budista de Camboya. Su principal sitio de veneración se encuentra al sur del país, a unos 100 kilómetros al sur de Phnom Penh, en la vía que conduce de la capital al puerto marítimo de Sihanoukville. Es tenida como espíritu titular de los conductores, los cuales se detienen a rendirle tributo y bañan el coche con las aguas del manantial que se conserva al lado del templete. También es célebre entre los cazadores. 

## Historicidad
La historicidad de Yeay Mao no es segura, pues se mezcla con historias e interpretaciones legendarias. Existen diferentes versiones populares. Elementos claves es que se trataba de una mujer muy bella casada con un poderoso guerrero que murió en una batalla en contra de los tailandeses. Al tomar ella el mando de su difunto marido, ganó varias batallas que le dieron una gran fama. Se ubica por lo general en el tiempo previo a la fundación del llamado Protectorado Francés de Kampuchea (1863 - 1953).
Una de las versiones cuenta que Yeay Mao era la esposa de Ta Krohom-Koh (តាក្រហមក) - literalmente "Abuelo Cuello Rojo" y que ambos vivían en un bosque en monte Peich Nel (ភ្នំពេជ្រនិល). Una vez que ambos caminaban por el bosque, salió un tigre. Ta Krohom-Koh huyó dejando a su mujer a merced del tigre, que la devoró. 
Desde entonces, todos los viajeros que pasaban por el lugar del accidente, rendían devoción a su espíritu para que no les fuera a suceder lo mismo.
Cuando se construyó el camino entre Phnom Penh y el mar, hacia en donde en la actualidad es Sihanoukville, se construyó un templete que le dio importancia al espíritu. La carretera fue terminada en 1876 por los franceses, lo que motivó las peregrinaciones al lugar, entre los cuales vietnamitas y chinos.

## Celebración
La fiesta de máxima celebración a la divinidad de Yeay Mao tiene lugar en el mes de junio. Los creyentes se dirigen al templete principal o a cualquier otro en el que se venere, y le llevan alimentos, especialmente la cabeza de un cerdo, sopa de gallina, el sla-toa (ស្លាធម៌) - un coco adornado con flores y hojas utilizado en ceremonias religiosas budistas - y el bay-sei (បាយសី)- racimo de plátanos que deben tener tres o más partes a manera de pirámide, utilizado también en ceremonias religiosas.
El lugar de veneración debe tener además tres estatuas:
1. Yeay Sau (យាយសៅរ៏): Espíritu femenino, esposa de Ogn (អ៊ុង), el kabural tgnol (កាប៉ូរ៉ាលថ្នល់), el guardián de los caminos.
2. Ta Snong Long (តាស្នងឡុង): "Abuelo Snong Long", considerado el hijo de Yeay Sau y Ogn.
3. Long Mao: Es la misma "Yeay Mao".

## Creencias
Según Seik Sopat y Sadang Tuo, la historia de Yeay Mao en el año 1866 existía un espíritu cruel que atacaba a los viajeros que no le rendían tributo al pasar por el monte Peich Nel (ភ្នំពេជ្រនិល). 
Si la persona a la cual el espíritu le enviaba fuertes dolores, se arrepentía de ignorarla y regresaba a rendirle veneración, este era curado. Pero si no lo hacía, se creía que su muerte era inevitable.
También se creía que si una persona le presentaba ofrendas para que hiciera daño a un enemigo, el espíritu le cumplía el deseo.
En 1900, el ejército francés destruyó el templete a la divinidad y ello representó una decadencia en su veneración y en la fe que se le profesaba. 
Durante la breve invasión japonesa a Camboya en 1940, el ejército de ese país reunió a los campesinos de la provincia de Kompot, junto a grupos de vietnamitas, chinos y camboyanos de la etnia musulmana Cham, para cavar trincheras cerca del tradicional lugar de la divinidad. Según la leyenda, los trabajadores hacían sus necesidades biológicas en el lugar, lo que atrajo la ira del espíritu y causó numerosas epidemias.
Los trabajadores de las trincheras dieron por supuesto la explicación de las epidemias a la ira de Yeay Mao, lo que hizo que reviviera la creencia en la misma, ahora con la presencia de grupos de países vecinos. El espacio cobró de nuevo valor religioso y quienes pasaban por allí evitaban escupir o hacer necesidades biológicas. En cambio comenzaron a ofrecer frutas y alimentos a la divinidad. 
Con el pasar del tiempo, las aldeas ubicadas en las inmediaciones del monte Pich Nal, comenzaron a dirigir oraciones a Yeay Mao, las cuales consistían en pedir salud para todos y en dirimir los conflictos que resultaban en las comunidades. Por ejemplo, si había un robo, se pedía para que el espíritu castigase al culpable.